# Городские населённые пункты Астраханской области
Астраханская область включает 13  городских населённых пунктов, в том числе:
- 6 городов, среди которых выделяются:
  - 1 город областного значения — в списке выделен оранжевым цветом — в рамках организации местного самоуправления образует городской округ,
  - 1 город как закрытое административно-территориальное образование (ЗАТО)  — в списке  выделен серым цветом — в рамках организации местного самоуправления образует городской округ,
  - 4 города районного значения  — входят в районы (в рамках организации местного самоуправления входят в соответствующие муниципальные районы);
- 7 посёлков городского типа (рабочих посёлков)  — входят в районы (в рамках организации местного самоуправления входят в соответствующие муниципальные районы).

## Города
| № | название  | район / ЗАТО / город областного значения | население (чел.) | основание / первое упоминание | статус города | герб |
| - | --------- | ---------------------------------------- | ---------------- | ----------------------------- | ------------- | ---- |
| 1 | Астрахань | Астрахань                                | ↘465 524         | 1558                          | 1717          |      |
| 2 | Ахтубинск | Ахтубинский район                        | ↘35 635          | 1793                          | 1959          |      |
| 3 | Знаменск  | Знаменск, ЗАТО                           | ↘24 628          | 1948                          | 1962          |      |
| 4 | Камызяк   | Камызякский район                        | ↗16 154          | 1560                          | 1973          |      |
| 5 | Нариманов | Наримановский район                      | ↗11 104          | 1963                          | 1984          |      |
| 6 | Харабали  | Харабалинский район                      | ↗18 514          | 1789                          | 1974          |      |

## Посёлки городского типа
| № | название          | район             | население (чел.) |
| - | ----------------- | ----------------- | ---------------- |
| 1 | Верхний Баскунчак | Ахтубинский район | ↘7295            |
| 2 | Волго-Каспийский  | Камызякский район | ↗2757            |
| 3 | Ильинка           | Икрянинский район | ↗6411            |
| 4 | Кировский         | Камызякский район | ↘2035            |
| 5 | Красные Баррикады | Икрянинский район | ↗6592            |
| 6 | Лиман             | Лиманский район   | ↗9014            |
| 7 | Нижний Баскунчак  | Ахтубинский район | ↘2106            |

### Бывшие пгт
- Аксарайский — пгт с 1982 года. Преобразован в сельский населённый пункт в 1987 году; на 2013 намечена полная ликвидация населённого пункта[7].
- Володарский — пгт с 1952 года. Преобразован в сельский населённый пункт в 2006 году[8].
- Капустин Яр — пгт с 1959 года. Преобразован в сельский населённый пункт в 2004 году[9].
- Мумра — пгт с 1938 года. Преобразован в сельский населённый пункт в 1995 году.
- Нижневолжск — пгт с 1967 года. Преобразован в город Нариманов в 1984 году.
- Никольское — пгт с 1975 года. Преобразован в сельский населённый пункт в 1991 году[10].
- Оранжереи — пгт с 1938 года. Преобразован в сельский населённый пункт в 2001 году[11].
- Петропавловский — пгт с 1936 года. Вошёл в состав города Ахтубинск в 1959 году.
- Приволжский — пгт с 1927 года. До 1943 года носил название Кануковск. Включён в состав города Астрахань в 1965 году.
- Трудфронт — пгт с 1938 года. Преобразован в сельский населённый пункт в 1999 году[12].
- Тумак — пгт с 1965 года. Преобразован в сельский населённый пункт в 1993 году.